# Lijst van bijtschildpadden
Onderstaand een lijst van soorten uit de familie bijtschildpadden (Chelydridae). Er zijn zes soorten in twee geslachten waarmee het de kleinste schildpaddenfamilie is. 
- Bijtschildpad (Chelydra serpentina)
- Chelydra acutirostris
- Chelydra rossignonii
- Macrochelys apalachicolae
- Macrochelys suwanniensis
- Alligatorschildpad (Macroclemys temminckii)